# Waltheria ladewii
Waltheria ladewii är en malvaväxtart som beskrevs av Henry Hurd Rusby. Waltheria ladewii ingår i släktet Waltheria och familjen malvaväxter. Inga underarter finns listade i Catalogue of Life.